# Складний опір
Складни́й о́пір (англ. combined stresses) в опорі матеріалів — напружений стан, що виникає у стрижні, брусі або іншому пружному тілі під впливом двох або більше найпростіших деформацій: розтягу-стиску і згину, кручення і згину, косого згину тощо.

## Види складного опору
При простих видах деформації (осьовий розтяг або стиск, зсув, кручення, плоский згин) в поперечних перетинах виникає тільки одне внутрішнє зусилля (поздовжня або поперечна сила, крутний або згинальний момент), за винятком плоского поперечного вигину. На практиці ж більшість елементів конструкцій і машин піддається діям сил, що викликають одночасно не одну із зазначених деформацій, а дві і більше, різні комбінації яких називаються складним опором.
Випадки складного опору умовно поділяють на два види. До першого виду належать випадки складного опору, при яких у небезпечних точках бруса напружений стан є одноосьовим. У цю групу об'єднують: згин з розтяганням, косий згин, позацентрове розтягнення-стиснення тощо.
До другої групи належать такі випадки складного опору, коли напружений стан є плоским. Наприклад, згин з крученням, розтягнення (стиснення) кручення і т. д. Для цього випадку при оцінюванні напружено-деформованого стану вдаються до застосування теорій міцності.

### Складний згин
Складним згином називають випадок, коли балку навантажують у різних площинах, які, проходячи через центральну вісь, не збігаються з головними площинами інерції.
Частковий випадок складного згину — це косий згин — випадок складного, коли навантаження прикладають в одній площині, яка, проходячи через центральну вісь, не збігається з жодною із головних площин інерції.

### Сумісна дія згину та розтягу (або стиску)
В інженерній практиці досить часто зустрічаються випадки сумісної роботи стрижня на згин та на розтяг (або стиск). Такі деформації можуть виникати не лише під дією поперечних, але й поздовжніх сил.

### Позацентровий стиск (розтяг)
Позацентровий стиск (розтяг) — це випадок навантаження стрижня, коли поздовжні сили діють по лінії, яка паралельна до осі стрижня та віддалена від неї на відстань е, яку називають ексцентриситетом.
З точки зору сукупності простих деформацій — це сумісна дія стиску (розтягу) та двох згинів відносно головних площин інерції.

### Сумісна дія згину та кручення
Інженерна практика показує, що вали, як правило, працюють не лише на кручення, але й в умовах згину за рахунок власної ваги та радіальних зусиль, що виникають при передаванні валом потужностей. Питання оцінювання напружено-деформованого стану в цьому випадку ускладнюється такими факторами:
- радіальні зусилля можуть виникати у різних напрямках, що викликає появу згинальних моментів у різних площинах;
- виникнення в одному й тому ж перерізі, перпендикулярному до осі вала, не лише дотичних напружень від кручення, але й нормальних напружень від згинів у різних площинах (одночасно зауважимо, що дотичними напруженнями, які виникають від згину, можна нехтувати, тому що вони є значно меншими ніж дотичні напруження від кручення).

## Розрахунки при складному опорі

### Принцип суперпозиції
Методика визначення напружень, деформацій і переміщень при складному опорі у межах дії закону Гука і при малих деформаціях ґрунтується на припущенні, що вони не залежать від послідовності прикладання зовнішніх сил (принцип незалежності дії сил). Визначають напруження, деформації і переміщення від кожної системи сил, що спричинюють найпростіші деформації, окремо, після чого одержані результати підсумовують (частковий випадок суперпозиції, що застосовується у механіці де формівного твердого тіла).
Цей принцип є справедливим, якщо функція і аргумент пов'язані лінійною залежністю. У задачах механіки матеріалів і конструкцій стає непридатним, якщо:
- напруження у якійсь частині конструкції від однієї із сил або групи сил перевищують границю пропорційності;
- деформації або переміщення стають настільки великими, що порушується лінійна залежність між ними і навантаженням.

### Теорії міцності
Теорії міцності — це методики визначення на основі низки теоретичних і практичних досліджень критерію міцності (граничного напружено-деформованого стану) матеріалу, що знаходиться в умовах складного напруженого стану. При побудові теорії міцності вводять гіпотезу про переважний вплив на міцність матеріалу того чи іншого фактора і вважають, що порушення міцності матеріалу при будь-якому напруженому стані відбудеться тільки тоді, коли даний фактор досягне певного граничного значення.
Теорії міцності, що знайшли застосування в опорі матеріалів:
- Критерій найбільших нормальних напружень (перша (І) теорія міцності) — гіпотеза, за якою вважається, що найбільший вплив на міцність справляє значення найбільшого нормального напруження.
- Критерій найбільших лінійних деформацій (друга (ІІ) теорія міцності) — гіпотеза, яка за основу бере найбільшу за абсолютним значенням лінійну деформацію.
- Критерій найбільших дотичних напружень (третя (ІІІ) теорія міцності) — відомий як критерій плинності Треска (названо в честь французького вченого Анрі Треска). Згідно з цією теорією припускають, що граничний стан у загальному випадку настає тоді, коли найбільше дотичне напруження {\displaystyle \tau _{max}\!} досягає небезпечного значення {\displaystyle [\tau ]\!}.
- Критерій питомої потенціальної енергії деформації (четверта (IV) теорія міцності) також відомий як критерій плинності Губера-Мізеса. Як критерій міцності у цьому разі вибирають кількість питомої потенціальної енергії формозміни, накопиченої здеформованим об'єктом.
- Теорія міцності Мора (ще називають гіпотезою Кулона-Мора або п'ятою (V) теорією міцності) — гіпотеза за якою міцність при будь-якому виді напруженого стану забезпечується за умови, що круг Мора не виходить за межі огинальних кругів, побудованих на допустимих напруженнях при одновісному розтягу і стиску.

## Конструктивні елементи, що працюють в умовах складного опору
Складний опір виникає у валах, болтах та колонах — при позацентровому стиску (або розтягу), у стрижнях некруглого перерізу, що зазнають дії крутних і згинальних моментів, тощо.